# The Neighbourhood
The Neighbourhood (іноді використовується абревіатура «THE NBHD») — американський інді-рок гурт, заснований у серпні 2011 року. Гурт складається з вокаліста Джессі Резерфорда, гітаристів Джеремі Фрідмена і Зака Ебелса, басиста Майкі Маргот і барабанщика Брендона Фріда. Після випуску двох EP: I'm Sorry… і Thank You, 23 квітня 2013 року The Neighbourhood випустили студійний альбом під назвою «I Love You». 16 січня 2014 в соціальних мережах повідомили, що Браян Самміс покинув гурт. 2022 року 14 листопада Брендон Фрід, барабанщик The NBHD, був вигнаний з гурта через домагання до солістки гурту The Marías. Як сама Марія Зардоя написала в соцмережах - "це була одна з найжахливіших та найнекомфортніших речей, з тих, котрі я пережила. Я відчула себе так, ніби в мій простір, мою особистість та моє тіло вторглися.". Джессі Разерфорд та інші учасники гурту в соцмережах заявили, що не толеруватимуть подібного ставлення до жінок і таких людей у своєму гурті.

## Історія
На початку 2012 року The Neighbourhood зібралися разом, щоб випустити «Female Robbery» і «Sweater Weather». У травні 2012 року гурт представив безкоштовний міні-альбом під назвою I'm Sorry… Дебютний альбом спродюсував Джастін Пілбрау.
I Love You вийшов 23 квітня 2013 року і дебютував на 39 місці в чарті альбомів Billboard 200. 27 червня 2013 гурт виконав свій сингл «Sweater Weather» на шоу Jimmy Kimmel Live!.
«Sweater Weather» очолила чарти на початку червня 2013 року, досягнувши 1-го місця в чарті Alternative Songs і вирвавшись у першу десятку чарту Billboard Top Heatseekers.
Кліп для першого офіційного синглу з I Love You, «Sweater Weather», було презентовано 5 березня 2013 року. Потім вийшов новий міні-альбом The Love Collection, який складався із 3 пісень: «West Coast», «No Grey» и «$TING». Кожна з них вийшла на вінілі.

## Дискографія

### Студійні альбоми
| Рік  | Назва             | Деталі                                                                                          | Позиція в чартах | Позиція в чартах | Позиція в чартах | Позиція в чартах |
| Рік  | Назва             | Деталі                                                                                          | US               | US Alt           | US Rock          | CAN              |
| ---- | ----------------- | ----------------------------------------------------------------------------------------------- | ---------------- | ---------------- | ---------------- | ---------------- |
| 2013 | I Love You        | - Дата виходу: 23 квітня 2013 - Лейбл: Columbia Records, The Revolve Group - Формат: CD, MD, ГП | 25               | 9                | 10               | 20               |
| 2015 | WIPED OUT!        | - Дата виходу: 30 жовтня 2015 - Лейбл: Columbia Records, The Revolve Group - Формат: CD, MD, ГП | 13               | 1                | 2                | 15               |
| 2018 | The Neighbourhood | - Дата виходу: 9 березня 2018 - Лейбл: Columbia Records, The Revolve Group - Формат: CD, MD, ГП |                  |                  |                  |                  |

### EPs
| Назва               | Деталі                                                                                          | Позиція в чартах |
| Назва               | Деталі                                                                                          | US Heat          |
| ------------------- | ----------------------------------------------------------------------------------------------- | ---------------- |
| I'm Sorry…          | - Дата виходу: 7 травня 2012 - Лейбл: Columbia Records, The Revolve Group - Формат: CD, 10", MD | 11               |
| Thank You,          | - Дата виходу: 17 грудня 2012 - Лейбл: Columbia Records, The Revolve Group - Формат: CD, 7", MD | —                |
| The Love Collection | - Дата виходу: 10 грудня 2013 - Лейбл: Columbia Records - Формат: MD                            | —                |
| Hard                | - Дата виходу: 22 вересня 2017 - Лейбл: Columbia Records - Формат: MD                           | —                |

### Мікстейпи
| Назва             | Деталі                                       |
| ----------------- | -------------------------------------------- |
| #000000 & #FFFFFF | - Дата виходу: 28 листопада 2014 - Форма: MD |

### Сингли
| Рік  | Сингл             | Позиція в чартах | Позиція в чартах | Позиція в чартах | Позиція в чартах | Позиція в чартах | Альбом     |
| Рік  | Сингл             | US               | US Alt           | [[US Rock]]      | US Pop           | CAN              | Альбом     |
| ---- | ----------------- | ---------------- | ---------------- | ---------------- | ---------------- | ---------------- | ---------- |
| 2012 | «Female Robbery»  | —                | —                | —                | —                | —                | I Love You |
| 2013 | «Sweater Weather» | 14               | 1                | 4                | 7                | 68               | I Love You |
| 2013 | «Afraid»          | 124              | 5                | 20               | —                | —                | I Love You |

## Відеографія
| Назва             | Дата виходу      |
| ----------------- | ---------------- |
| «Female Robbery»  | 2012             |
| «Let It Go»       | 2012             |
| «A Little Death»  | 2012             |
| «Sweater Weather» | 2013             |
| «Afraid»          | 2013             |
| «#icanteven»      | 14 лютого 2015   |
| «Warm»            | 17 лютого 2015   |
| «Dangerous»       | 19 лютого 2015   |
| RIP2MyYouth       | 20 серпня 2015   |
| The Beach         | 24 вересня 2015  |
| Daddy Issues      | 5 травня 2016 р. |